# Vòng đua nhanh nhất
Trong đua xe, thuật ngữ vòng đua nhanh nhất hay fastest lap là thời gian nhanh nhất để hoàn thành một vòng trong cuộc đua. Một số giải đua xe, như Công thức 1, Công thức 2 và Công thức E trao điểm cho các tay đua hoặc đội đua đạt được vòng đua nhanh nhất.
Trong MotoGP, tay đua giành vòng đua nhanh nhất không giành được điểm nào. Giacomo Agostini giữ kỉ lục có nhiều vòng đua nhanh nhất nhất với 117 lần.

## Công thức 1
Trong Công thức 1, 135 tay đua khác nhau đã có được vòng đua nhanh nhất. Michael Schumacher hiện giữ kỉ lục cho số vòng đua nhanh nhất với con số là 77 lần, theo sau là Lewis Hamilton với 61 lần. Kể từ năm 2007, DHL Fastest Lap Award được trao cho tay đua có nhiều vòng đua nhanh nhất nhất mùa giải. Cho đến 1960, và từ năm 2019, một điểm thưởng được trao cho tay đua có vòng đua nhanh nhất. Để có điểm, tay đua đạt được vòng đua nhanh nhất phải kết thúc chặng đua ở vị trí thứ 10 trở lên.
Vòng đua nhanh nhất thường được xác định ở vòng cuối cuộc đua. Thời gian của vòng đua thường giảm xuống khi khối lượng nhiên liệu giảm xuống vào cuối cuộc đua.
Đạt vòng đua nhanh nhất thường được coi là một giải thưởng khuyến khích không chính thức cho một tay đua không thể cán đích ở 3 vị trí dẫn đầu.

## Giải đua xe MotoGP
Trong MotoGP, trong đó bao gồm các phân khúc 80cc, 125cc, 250cc, 350cc, 500cc, Moto3, Moto2 và MotoGP, Giacomo Agostini giữ kỷ lục nhiều vòng đua nhanh nhất với 117 lần. Valentino Rossi, đứng thứ hai với 96 lần giành vòng đua nhanh nhất và Ángel Nieto đứng thứ ba với 81 lần.

### Bảng xếp hạng mười tay đua tính theo số vòng đua nhanh nhất trong giải đua xe MotoGP
| In đậm | Tay đua vẫn thi đấu trong giải đua xe MotoGP mùa giải 2022 |

|        | Tay đua          | Số vòng đua nhanh nhất |
| ------ | ---------------- | ---------------------- |
| 1      | Giacomo Agostini | 117                    |
| 2      | Valentino Rossi  | 96                     |
| 3      | Ángel Nieto      | 81                     |
| 4      | Mike Hailwood    | 79                     |
| 5      | Marc Márquez     | 75                     |
| 6      | Dani Pedrosa     | 64                     |
| 7      | Mick Doohan      | 46                     |
| 8      | Max Biaggi       | 42                     |
| 9      | Jorge Lorenzo    | 37                     |
| 10     | Phil Read        | 36                     |
| Nguồn: |                  |                        |